# Brucella
Brucella es un género de bacterias Gram negativas conocido principalmente por producir la enfermedad brucelosis, una de las zoonosis más importantes en la actualidad.
La bacteria Brucella es un cocobacilo, no un coco ni un bacilo típico. Los cocobacilos son bacterias que tienen una forma intermedia entre los cocos (esféricos) y los bacilos (forma de bastón). Brucella se caracteriza por ser un bacilo corto o cocobacilo. 
Las especies de Brucella son cocobacilos de 0,5 a 0,7 µm de diámetro por 0.6-1.5 µm de largo, intracelulares facultativos, que carecen de cápsula, o plásmidos nativos; tampoco generan esporas.
Se conocen diez especies de Brucella, algunas de ellas con distintos biotipos, cada una de las cuales se diferencia en la especificidad del hospedero: Se describen seis especies clásicas, las cuales se han diferenciado con base en sus características antigénicas y su hospedador animal preferente: B. melitensis (oveja, cabra, camello); B. abortus (ternera, búfalo, camello, yak); B. suis (cerdo, liebre, reno, roedor, caribú); B. canis (perro); B.  neotomae (roedores) y B. ovis (ovejas). Recientemente se han descrito cuatro especies adicionales: B.  ceti y   B. pinnipedialis para especies que se hospedan en cetáceos y focas respectivamente; B. microti para especies que se hospedan en zorros rojos y roedores de campo; y B. inopinata, aislada el año 2009 de una infección en humano.

## Historia
David Bruce aisló B. melitensis de los soldados británicos que murieron de fiebre de Malta durante la guerra de Crimea en Malta en 1887. En dicho lugar, muchos soldados británicos presentaban un cuadro de fiebre ondulante (denominada así porque la fiebre era de ocurrencia periódica), que podía durar meses, e incluso llegaba a ser fatal. En el bazo, hígado y riñones obtenidos de las autopsias de los soldados fallecidos, Bruce encontró un microorganismo, que denominó Micrococcus Melitensis, el cual, al ser inoculado a monos,  reproducían la enfermedad, y en aquellos monos que fallecían, volvía a encontrar los mismos microorganismos.  De esta forma, se cumplían los postulados de Koch respecto del agente etiológico de la enfermedad, denominada en ese tiempo, "fiebre de Malta".

## Taxonomía
De acuerdo con la secuencia de genes en el ARNr 16S, el género Brucella está categorizado como una proteobacteria alfa (α-2) con relación filogenética con Agrobacterium, Rickettsia, Rhizobium y Rhodobacteraceae.
La clasiﬁcación de las especies de Brucella es controvertida porque los estudios de hibridación DNA-DNA han demostrado una alta homología (mayor a un 95%) entre los distintos tipos de Brucella. Sin embargo, se tiende a utilizar la taxonomía clásica, considerando las especies y las biovariedades que se muestran en la siguiente tabla, cuyo eje clasificador es la aﬁnidad por distintos hospederos, aunque no existe una adaptación absoluta a los mismos.
| Especie          | Biotipos | Hospederos principales                   |
| ---------------- | -------- | ---------------------------------------- |
| Lisas            |          |                                          |
| B. melitensis    | 1-3      | hembra ovina, caprinos y camélidos       |
| B. abortus       | 1-9      | ternera, búfalo, carnero, yak            |
| B. suis          | 1-5      | porcinos, liebre, reno, roedores, caribú |
| B. neotomae      |          | roedor de campo                          |
| B. ceti          |          | delfín, ballena, marsopa                 |
| B. pinnipedialis |          | foca, lobo marino                        |
| B. microti       |          | roedores                                 |
| B. inopinata     |          | aislado de implante mamario en 2010      |
| Rugosas          |          |                                          |
| B. canis         |          | cánidos                                  |
| B. ovis          |          | macho ovino                              |
| Nuevas           |          |                                          |
| B. vulpis        |          | zorro rojo                               |
| B. papionis      |          | babuino                                  |

### Identificación
La falta de polimorfismo genético de las especies de Brucella dificulta su identiﬁcación, ya sea por electroforesis en gel de campo pulsado (PFGE), por Amplificación aleatoria de ADN polimórfico o por reacción en cadena de la polimerasa (PCR) iniciada al azar (AP-PCR).
A diferencia de lo que sucede con otras bacterias patógenas, la identiﬁcación de las distintas especies de Brucella no se logra mediante la secuenciación del ARNr 16S ni con la ampliﬁcación de la región del ADN ribosómico situada entre el 16S y el 23S.
Una de las técnicas más eﬁcientes para la diferenciación entre las distintas especies de Brucella consiste en aprovechar la variabilidad en una secuencia de inserción en el cromosoma, IS711, generándose diferentes tamaños de ampliación según la especie, diferenciando de esta forma B. abortus (biotipos 1, 2, 4), B. melitensis, B. ovis, y B. suis (biotipo 1). Sin embargo, no se logra diferenciar a B. abortus biotipos 3, 5-7, ni B. suis biotipos 2-5.
La utilización de la técnica de reacción en cadena de la polimerasa (PCR) multiplex de nueva generación, (Bruce-ladder), con 8 parejas de partidores especie-especíﬁcos, que ampliﬁcan 7 productos con diferencias en número y en tamaño, logrando la identiﬁcación de B. abortus, B. melitensis, B. suis, B. ovis, B. canis, B. neotomae, y B. pinnipedialis y B. ceti aunque no la diferenciación de los biotipos.
La información epidemiológica a largo plazo que proporciona la tipificación multilocus de secuencias (MLST) mediante el estudio de nueve genes de mantenimiento (gap, aroA, glk, dnaK, gyrB, trpE, cobQ, omp25 e int-hyp) de distintas especies de Brucella ha permitido una diferenciación más precisa en agrupaciones que corresponden a las especies clásicas de la Brucella: B. abortus, B. melitensis, B. ovis y B. neotomae, además de observar una mayor diversidad en B. suis y una agrupación diferente para la Brucella de mamíferos marinos.
La utilización del método de la reacción en cadena de la ligasa, conocido también como LCR por sus siglas en inglés, en la que la mayoría de los marcadores utilizados proceden de los genes utilizados en el esquema original de MLST, ha logrado la identiﬁcación de todas las especies de Brucella descritas hasta el momento.

## Características
Las especies de Brucella son cocobacilos de 0,5 a 0,7 µm de diámetro por 0.6-1.5 µm de largo, intracelulares facultativos, algunas especies son parcialmente ácido-alcohol resistentes aunque igual se tiñen con Zhield Neelsen modificado (stamp) de color rojo, que carecen de cápsula, flagelos o plásmidos nativos; tampoco generan esporas. Son ureasa, oxidasa y catalasa positivos. Son productores de enfermedad en el ser humano y en animales.  La enfermedad que producen se denomina brucelosis.

### Estructura
Poseen una envoltura celular característica: la membrana externa (ME), la membrana interna y el periplasma entre ambas. En el periplasma hay proteínas y un gel glucopeptídico denominado peptidoglucano (PG) responsable de la forma e integridad osmótica de la bacteria. El citoplasma es rico en ADN, ARN, y proteínas.
La membrana externa de la Brucella es rica en fosfatidilcolina a diferencia de otras enterobacterias similares, ricas en fosfatidiletanolamina. Su componente más abundante, el lipopolisacárido, (LPS) o endotoxina, es el principal factor de virulencia de la Brucella. También contiene otro polisacárido, que se denomina "hapteno nativo", (HN).
Las especies de Brucella se caracterizan de acuerdo con el aspecto de su membrana externa en "lisas" y "rugosas".  Esta diferencia se produce por el tipo de LPS que predomina en la membrana externa.  Para las lisas, predomina el LPS-S ("smooth", liso en inglés); y para las rugosas, predomina el LPS-R ("rough", rugoso en inglés).
El LPS consta de un glucolípido, (lípido A), inserto en la membrana externa y un polisacárido expuesto hacia el exterior. Este lípido A, hidrofóbico, constituye mayoritariamente la capa externa de la membrana externa y es responsable de muchas de las propiedades endotóxicas atribuidas al LPS. El lípido A es un glicolípido que contiene glucosamina y diaminoglucosa.
El polisacárido externo se divide a su vez en dos secciones: el núcleo ("core"), más interno y el polisacárido O, (PSO o cadena O) hacia el exterior.
El núcleo del polisacárido externo está compuesto por manosa, glucosa, quinovosamina, glucosamina, ácido 3-desoxi-D-mano-2-octulosónico (o KDO) y azúcares no identificados. La quinovosamina está ausente en el LPS-R.
El PSO, la porción más externa del LPS, es un homopolímero linear de perosamina que se encuentra ausente en el LPS-R de las especies rugosas (B. ovis y B. canis). El PSO es el antígeno (Ag) inmunodominante de superficie, capaz de inducir una respuesta inmune en la mayoría de los animales en contacto con especies lisas de Brucella (B. abortus, B. melitensis y B. suis); además es la estructura antigénica más expuesta y blanco de anticuerpos protectores. Por otro lado, el PSO posee epítopos compartidos con otras especies bacterianas tales como Yersinia enterocolítica, Vibrio cholerae, Salmonella landau, Escherichia coli O157:H7 responsables de reactividad cruzada en las pruebas serológicas que se basan en la detección de anticuerpos hacia este antígeno.
Las proteínas de membrana externa se asocian estrechamente con los LPS, y se denominan proteínas mayores. Hay otras proteínas en menor cantidad denominadas proteínas menores.
Las proteínas mayores se clasifican en tres tipos de acuerdo con su peso molecular: grupo 1 (89-94 kDa), grupo 2 (36-38 kDa) y grupo 3 (25-27 y 31-34 kDa) y se encuentran expuestas en la membrana externa, pero son menos accesibles en las cepas lisas que en las rugosas, debido al impedimento estérico ocasionado por las cadenas O del LPS de las primeras.
Las proteínas del citoplasma son específicas para todo el género Brucella y compartidas por la mayoría de las especies.

### Genoma
Se conoce la secuencia completa del genoma de B. melitensis, B. abortus y B. suis. El tamaño promedio del genoma es de 2,37 x 109 Da, con un contenido GC del ADN de un 58-59%.

### Laboratorio
Brucella se aísla de cultivos sobre un medio de sangre. Puede requerir una incubación prolongada (hasta 6 semanas) puesto que son organismos de crecimiento lento, pero sobre las máquinas automáticas modernas, los cultivos a menudo pueden ser positivos en siete días. Mediante la tinción de Gram aparecen como densas aglomeraciones de cocobacilos Gram-negativos.
Es crucial poder distinguir Brucella de Salmonella que podría también ser aislada de cultivos de sangre y son Gram-negativos. El test para la ureasa puede utilizarse para ello ya que son positivos para el primero y negativos para el segundo.
Brucella podría también detectarse en la médula ósea.
La prueba serólógica para identificación de anticuerpos contra Brucella en suero de bovino determina la presencia de inmunoglobulinas IgG en pH bajo. La prueba demuestra que las aglutininas presentes en el suero del animal con brucelosis generan aglutinación al entrar en contacto con el antígeno, que es fácilmente visible en presencia del rosa de bengala. Las IgG son detectables luego de la segunda o tercera semana posterior a la infección, mientras que las IgM son detectables en etapas tempranas de la infección. El pH es un factor que determina la especificidad de la prueba, ya que a pH ácido se inhibe la aglutinación de inmunoglobulinas no específicas contra Brucella, lo cual podrían generar falsos positivos
En un estudio publicado en la revista Science en agosto de 2007 se reveló que Brucella reacciona fuertemente a la presencia del espectro azul de la luz natural, reproduciéndose rápidamente aumentando su virulencia. Consecuentemente, la privación de las longitudes de onda azules bajó la tasa de crecimiento de Brucella en un espectacular 90%.

## Brucelosis
En el ser humano, la enfermedad producida por Brucella se caracteriza por fiebre aguda , dolor de cabeza, sudores nocturnos, fatiga y anorexia.
Es transmitida por la ingestión de alimentos contaminados, especialmente por el consumo de productos lácteos no pasteurizados como leche y queso provenientes de animales infectados; por contacto directo con un animal infectado o por inhalación de aerosoles en ambientes contaminados. La exposición infecciosa mínima está en 10-100 organismos. La brucelosis también se produce por exposición ocupacional (por ejemplo, exposición al ganado, ovejas, cerdos) o en el trabajo en laboratorios.